# Lillträsket (Arvidsjaurs socken, Lappland, 725274-166464)
Lillträsket är en sjö i Arvidsjaurs kommun i Lappland och ingår i Skellefteälvens huvudavrinningsområde. Sjön har en area på 0,0854 kvadratkilometer och ligger 404,5 meter över havet. Sjön avvattnas av vattendraget Utterbäcken.

## Delavrinningsområde
Lillträsket ingår i det delavrinningsområde (725139-166327) som SMHI kallar för Ovan None. Medelhöjden är 404 meter över havet och ytan är 23,87 kvadratkilometer. Det finns inga avrinningsområden uppströms utan avrinningsområdet är högsta punkten. Utterbäcken som avvattnar avrinningsområdet har biflödesordning 3, vilket innebär att vattnet flödar genom totalt 3 vattendrag innan det når havet efter 139 kilometer. Avrinningsområdet består mestadels av skog (53 procent) och sankmarker (42 procent). Avrinningsområdet har 0,14 kvadratkilometer vattenytor vilket ger det en sjöprocent på 0,6 procent.